# 떠나요 삐삐 롱스타킹
《떠나요 삐삐 롱스타킹》는 2003년 12월 26일에 MBC에서 방영한 베스트극장이다.

## 등장 인물

### 주요 인물
- 김수근 : 수철 역
- 김혜나 : 진주 역

### 그 외 인물
- 장영남 : 경숙 역
- 김재건 : 수철의 아버지 역
- 이기영 : 태식 역
- 반민정 : 수경 역
- 문회원
- 이상훈
- 강희성
- 김명희